# 蘇里普霍山
17°02′20″S 70°20′54″W / 17.03889°S 70.34833°W
蘇里普霍山（Zuripujo），是秘魯的山峰，位於該國南部塔克納大區，由坎達拉韋省的坎達拉韋區負責管轄，屬於安地斯山脈的一部分，海拔高度5,095米。